# Raimonda (Paços de Ferreira)
Raimonda ist eine Gemeinde (Freguesia) im portugiesischen Kreis Paços de Ferreira. In ihr leben 2491 Einwohner (Stand 19. April 2021).